# Alastor plicatus
Alastor plicatus är en stekelart som beskrevs av Giordani Soika 1991. Alastor plicatus ingår i släktet Alastor och familjen Eumenidae. Inga underarter finns listade i Catalogue of Life.